# Косанович, Милорад
Милорад Косанович (серб. Милорад Косановић; 4 января, 1951, Шидски Бановци, СФРЮ) — югославский и сербский футболист, тренер.

## Биография
Выступал за ряд югославских команд, среди которых была «Воеводина». Именно в этом клубе он начал свою тренерскую карьеру. Наибольших успехов Косанович добился в Китае, где он выигрывал все национальные титулы с «Далянь Шидэ». Летом 2007 года Косанович возглавил «Црвена звезду», однако уже через три месяца он был отправлен в отставку с поста наставника команды из-за неудачного выступления в еврокубках.
В феврале 2020 года, находясь у руля клуба «Раднички», Косанович во время контрольной игры павлодарским «Иртышом» на сборах в Турции вступил в нецензурную перебранку со своим соотечественником Миланом Милановичем. Поводом послужила грубая игра соперников и спорное судейство. На 81-й минуте Косанович увел свою команду с поля.
Помимо клубной работы, специалист возглавлял сборную Мальты и молодежную сборную Сербии и Черногории.

## Достижения

### Футболиста
- Обладатель Кубка Митропы (1): 1976/77.

### Тренера
- Чемпион Китая (3): 2000, 2001, 2002.
- Обладатель Кубка Китая (1): 2001.
- Обладатель Суперкубка Китая (2): 2000, 2002.

### Личные
- Футбольный тренер года в Китае (1): 2001.